# Eveliina
Eveliina ist ein weiblicher Vorname.

## Herkunft und Varianten
Der Name ist die finnische Form von Evelina.

## Bekannte Namensträgerinnen
- Eveliina Määttänen (* 1995), finnische Leichtathletin
- Eveliina Piippo (* 1998), finnische Skilangläuferin
- Eveliina Summanen (* 1998), finnische Fußballspielerin